# Bosnië en Herzegovina op het Eurovisiesongfestival 2004
Bosnië en Herzegovina nam deel aan het Eurovisiesongfestival 2004 in Istanboel, Turkije. Het was de 10de deelname van het land op het Eurovisiesongfestival. De artiest werd gekozen door een nationale finale. BHRT was verantwoordelijk voor de Bosnische bijdrage voor de editie van 2004.

## Selectieprocedure
De artiest voor deze editie werd via een nationale finale gekozen. Deze finale werd gehouden op 1 maart in  de studio's van de nationale omroep in Sarajevo en werd gepresenteerd door  Ana Vilenica & Enis Bešlagić. Er deden 5 liedjes mee. De winnaar werd gekozen door een jury en televoting.
| Volgorde | Artiest | Lied              | Punten | Plaats |
| -------- | ------- | ----------------- | ------ | ------ |
| 1        | Deen    | Pobjednik         | 5      | 4de    |
| 2        | Deen    | Trebam te         | 2      | 5de    |
| 3        | Deen    | Sarajevo spava    | 7      | 3de    |
| 4        | Deen    | Wanted to make it | 6      | 2de    |
| 5        | Deen    | In The Disco      | 10     | 1ste   |

## In Istanboel
In Turkije moest Bosnië-Herzegovina optreden als 21ste in de halve finale, net na Servië en Montenegro en voor Nederland.
Op het einde van de puntentelling bleek dat ze op een 7de plaats waren geëindigd met 133 punten en dus geplaatst waren voor de finale.
Men ontving 2 keer het maximum van de punten.
België en Nederland hadden respectievelijk 3 en 8 punten over voor deze inzending.
In de fianle  moest Bosnië-Herzegovina optreden als 12de, net na Kroatië en voor België.
Op het einde van de puntentelling bleek dat ze op een 9de plaats waren geëindigd met 91 punten.
België en Nederland hadden respectievelijk 0 en 2 punten over voor deze inzending.

### Gekregen punten

#### Halve Finale
| 12 punten                | 10 punten                                                      | 8 punten                  | 7 punten                                     | 6 punten |
| ------------------------ | -------------------------------------------------------------- | ------------------------- | -------------------------------------------- | -------- |
| - Denemarken - Noorwegen | - Albanië - Kroatië - Oostenrijk - Slovenië - Turkije - Zweden | - Nederland - Zwitserland | - Duitsland - Ierland - Servië en Montenegro |          |
| 5 punten                 | 4 punten                                                       | 3 punten                  | 2 punten                                     | 1 punt   |
| - Noord-Macedonië        | - Verenigd Koninkrijk                                          | - België                  |                                              |          |

#### Finale
| 12 punten     | 10 punten                                  | 8 punten              | 7 punten               | 6 punten               |
| ------------- | ------------------------------------------ | --------------------- | ---------------------- | ---------------------- |
|               | - Albanië - Kroatië - Noorwegen - Slovenië | - Denemarken - Zweden | - Oostenrijk - Turkije | - Servië en Montenegro |
| 5 punten      | 4 punten                                   | 3 punten              | 2 punten               | 1 punt                 |
| - Zwitserland | - Noord-Macedonië - Monaco                 |                       | - Nederland            |                        |

### Punten gegeven door Bosnië-Herzegovina

#### Halve Finale
Punten gegeven in de halve finale:
| 12 punten | Servië en Montenegro |
| 10 punten | Kroatië              |
| 8 punten  | Noord-Macedonië      |
| 7 punten  | Oekraïne             |
| 6 punten  | Albanië              |
| 5 punten  | Griekenland          |
| 4 punten  | Malta                |
| 3 punten  | Denemarken           |
| 2 punten  | Nederland            |
| 1 punt    | Slovenië             |

#### Finale
Punten gegeven in de finale:
| 12 punten | Servië en Montenegro |
| 10 punten | Kroatië              |
| 8 punten  | Noord-Macedonië      |
| 7 punten  | Turkije              |
| 6 punten  | Oekraïne             |
| 5 punten  | Griekenland          |
| 4 punten  | Albanië              |
| 3 punten  | Duitsland            |
| 2 punten  | Zweden               |
| 1 punt    | Malta                |